# Oman Tri-Nation Series 2024/25
Die Oman Tri-Nation Series 2024/25 waren vier Cricket-Turniere und -Serien, die in Oman im ODI- und Twenty20-Cricket ausgetragen wurden. Die ODI-Serien waren Bestandteil der ICC Cricket World Cup League 2 2024–2026. Am Drei-Nationen-Turnier, das zwischen dem 1. bis zum 11. November 2024 stattfand, traten neben dem Gastgeber aus Oman die Nationalmannschaften aus den Niederlanden und den Vereinigten Arabischen Emiraten gegeneinander an. Die erste Twenty20-Serie wurde gleich danach vom 13. bis zum 16. November 2024 zwischen Oman und den Niederlanden gespielt. Im Februar trafen neben Oman die Teams auf Namibia und die Vereinigten Staaten. Gleich danach zwischen dem 20. und 23. Februar 2025 fand auch die zweite Twenty20-Serie zwischen Oman und den Vereinigten Staaten.

## Vorgeschichte
Oman spielte zuvor eine Tour in Kanada, die Vereinigte Arabische Emirate in Namibia. Für den Niederlanden war es die erste Tour der Saison.

## Stadion
Das folgende Stadion wurde für diesen Wettbewerb vorgesehen. Dabei werden die Spiele auf den beiden Trufs des Stadionkomplexes aufgeteilt.
| Stadion                   | Stadt  | Kapazität |
| ------------------------- | ------ | --------- |
| Al Emarat Cricket Stadium | Maskat |           |

## Oman Tri-Nation Series 2024/25 (November)

### Format
In einer Gruppe spielt jede Mannschaft gegen jede andere zwei Mal. Für einen Sieg gibt es zwei, für ein Unentschieden oder No Result einen Punkt.

### Kaderlisten
Die Kader wurden kurz vor dem Turnier bekanntgegeben.
| ODI | ODI | ODI |
| Oman | Niederlande | Ver. Arab. Emirate |
| --- | --- | --- |
| - Jatinder Singh (K, wk) - Shakeel Ahmed - Wasim Ali - Munis Ansari - Sandeep Goud - Aamir Kaleem - Sufyan Mehmood - Hammad Mirza (wk) - Mohammad Nadeem - Ashish Odedra - Jay Odedra - Muzahir Raza - Samay Shrivastava - Bukkapatnam Siddharth - Karan Sonavale | - Scott Edwards (K, wk) - Colin Ackermann - Shariz Ahmad - Noah Croes (wk) - Bas de Leede - Aryan Dutt - Vivian Kingma - Kyle Klein - Ryan Klein - Michael Levitt - Max O’Dowd - Vikramjit Singh - Timm van der Gugten - Roelof van der Merwe - Paul van Meekeren | - Rahul Chopra (K, wk) - Vriitya Aravind - Rahul Bhatia - Muhammad Farooq - Basil Hameed - Muhammad Jawadullah - Aayan Afzal Khan - Ali Naseer - Dhruv Parashar - Junaid Siddique - Omid Shafi Rahman - Aryansh Sharma (wk) - Vishnu Sukumaran - Tanish Suri - Muhammad Waseem |

### Spiele
Tabelle
| Teams              | Sp. | S | N | NR | P | NRR    |
| ------------------ | --- | - | - | -- | - | ------ |
| Oman               | 4   | 4 | 0 | 0  | 8 | +0.803 |
| Niederlande        | 4   | 1 | 3 | 0  | 2 | −0.107 |
| Ver. Arab. Emirate | 4   | 1 | 3 | 0  | 2 | −0.850 |

Spiele
| 1. November Scorecard | Maskat | Ver. Arab. Emirate 128 (41.3) | – | Oman 129-4 (43.4) |
|                       |        | Oman gewinnt mit 6 Wickets    |   |                   |

Oman gewann den Münzwurf und entschied sich als Feldmannschaft zu beginnen. Als Spieler des Spiels wurde Ashish Odedara ausgezeichnet.
| 3. November Scorecard | Maskat | Ver. Arab. Emirate 240-8 (50)          | – | Niederlande 214 (47.4) |
|                       |        | Ver. Arab. Emirate gewinnt mit 26 Runs |   |                        |

Die Niederlande gewannen den Münzwurf und entschieden sich als Feldmannschaft zu beginnen. Als Spieler des Spiels wurde Rahul Chopra ausgezeichnet.
| 5. November Scorecard | Maskat | Niederlande 132 (40.2)     | – | Oman 133-2 (34.1) |
|                       |        | Oman gewinnt mit 8 Wickets |   |                   |

Oman gewann den Münzwurf und entschied sich als Feldmannschaft zu beginnen. Als Spieler des Spiels wurde Shakeel Ahmed ausgezeichnet.
| 7. November Scorecard | Maskat | Ver. Arab. Emirate 78 (25.3) | – | Oman 79-6 (24.1) |
|                       |        | Oman gewinnt mit 4 Wickets   |   |                  |

Oman gewann den Münzwurf und entschied sich als Feldmannschaft zu beginnen. Als Spieler des Spiels wurde Shakeel Ahmed ausgezeichnet.
| 9. November Scorecard | Maskat | Niederlande 241-8 (50)          | – | Ver. Arab. Emirate 174 (45.2) |
|                       |        | Niederlande gewinnt mit 67 Runs |   |                               |

Die Ver. Arab. Emiraten gewannen den Münzwurf und entschieden sich als Feldmannschaft zu beginnen. Als Spieler des Spiels wurde Max O’Dowd ausgezeichnet.
| 11. November Scorecard | Maskat | Oman 155 (44.2)        | – | Niederlande 154 (45.3) |
|                        |        | Oman gewinnt mit 1 Run |   |                        |

Die Niederlande gewannen den Münzwurf und entschieden sich als Feldmannschaft zu beginnen. Als Spieler des Spiels wurde Aamir Kaleem ausgezeichnet.

## Twenty20 Internationals zwischen Oman und den Niederlanden

### Kaderlisten
Die Kader werden kurz vor der Serie bekanntgegeben.
| Twenty20 | Twenty20 | Twenty20 |
| Oman | Niederlande |          |
| --- | --- | -------- |
| - Jatinder Singh (K, wk) - Shakeel Ahmed - Wasim Ali - Sandeep Goud - Aamir Kaleem - Mehran Khan - Sufyan Mehmood - Hammad Mirza (wk) - Mohammad Nadeem - Ashish Odedra - Jay Odedra - Muzahir Raza - Samay Shrivastava - Bukkapatnam Siddharth | - Scott Edwards (K, wk) - Colin Ackermann - Shariz Ahmad - Noah Croes (wk) - Bas de Leede - Aryan Dutt - Vivian Kingma - Kyle Klein - Ryan Klein - Michael Levitt - Teja Nidamanuru - Max O’Dowd - Vikramjit Singh - Timm van der Gugten - Roelof van der Merwe - Paul van Meekeren |          |

### Erstes Twenty20 in Maskat
| 13. November Scorecard | Maskat | Niederlande 138-7 (20)     | – | Oman 139-7 (19.1) |
|                        |        | Oman gewinnt mit 3 Wickets |   |                   |

Oman gewann den Münzwurf und entschied sich als Feldmannschaft zu beginnen. Als Spieler des Spiels wurde Hammad Mirza ausgezeichnet.

### Zweites Twenty20 in Maskat
| 14. November Scorecard | Maskat | Niederlande 185-6 (20)          | – | Oman 135-7 (20) |
|                        |        | Niederlande gewinnt mit 50 Runs |   |                 |

Oman gewann den Münzwurf und entschied sich als Feldmannschaft zu beginnen. Als Spieler des Spiels wurde Scott Edwards ausgezeichnet.

### Drittes Twenty20 in Maskat
| 16. November Scorecard | Maskat | Niederlande 147-9 (20)          | – | Oman 118-9 (20) |
|                        |        | Niederlande gewinnt mit 29 Runs |   |                 |

Oman gewann den Münzwurf und entschied sich als Feldmannschaft zu beginnen. Als Spieler des Spiels wurde Kyle Klein ausgezeichnet.

## Oman Tri-Nation Series 2024/25 (Februar)

### Format
In einer Gruppe spielt jede Mannschaft gegen jede andere zwei Mal. Für einen Sieg gibt es zwei, für ein Unentschieden oder No Result einen Punkt.

### Kaderlisten
Die Kader wurden kurz vor dem Turnier bekanntgegeben.
| ODI | ODI | ODI |
| Oman | Namibia | Vereinigte Staaten |
| --- | --- | --- |
| - Jatinder Singh (K, wk) - Shakeel Ahmed - Wasim Ali - Hashir Dafedar - Muhammed Imran - Aamir Kaleem - Sufyan Mehmood - Hammad Mirza (wk) - Mohammad Nadeem - Ashish Odedara - Jay Odedra - Hassnain Shah - Samay Shrivastava - Vinayak Shukla (wk) - Bukkapatnam Siddharth | - Gerhard Erasmus (K) - Jan Balt - Peter-Daniel Blignaut - Jack Brassell - Jan-Izak de Villiers - Shaun Fouché - Jan Frylinck - Zane Green (wk) - Jean-Pierre Kotze (wk) - Malan Kruger - Dylan Leicher - Jan Nicol Loftie-Eaton - Bernard Scholtz - Ben Shikongo - JJ Smit - Ruben Trumpelmann | - Monank Patel (K, wk) - Juanoy Drysdale - Andries Gous (wk) - Shayan Jahangir (wk) - Aaron Jones - Nosthush Kenjige - Sanjay Krishnamurthi - Milind Kumar - Yasir Mohammad - Saiteja Mukkamalla - Saurabh Netravalkar - Smit Patel (wk) - Harmeet Singh - Jessy Singh - Shadley van Schalkwyk |

### Spiele
Tabelle
| Teams              | Sp. | S | N | NR | P | NRR    |
| ------------------ | --- | - | - | -- | - | ------ |
| Vereinigte Staaten | 4   | 3 | 1 | 0  | 6 | +1.176 |
| Oman               | 4   | 2 | 2 | 0  | 4 | +0.770 |
| Namibia            | 4   | 1 | 3 | 0  | 2 | −1.544 |

Spiele
| 8. Februar Scorecard | Maskat | Vereinigte Staaten 293-8 (43/43)                     | – | Namibia 179 (40.2/43) |
|                      |        | Vereinigte Staaten gewinnt mit 114 Runs (D/L method) |   |                       |

Namibia gewann den Münzwurf und entschied sich als Feldmannschaft zu beginnen. Als Spieler des Spiels wurde Milind Kumar ausgezeichnet.
| 10. Februar Scorecard | Maskat | Namibia 169 (46.3)          | – | Oman 146 (37.2) |
|                       |        | Namibia gewinnt mit 23 Runs |   |                 |

Oman gewann den Münzwurf und entschied sich als Feldmannschaft zu beginnen. Als Spieler des Spiels wurde Malan Kruger ausgezeichnet.
| 12. Februar Scorecard | Maskat | Vereinigte Staaten 151 (42.1) | – | Oman 152-3 (45.5) |
|                       |        | Oman gewinnt mit 7 Wickets    |   |                   |

Die Vereinigten Staaten gewannen den Münzwurf und entschieden sich als Feldmannschaft zu beginnen. Als Spieler des Spiels wurde Shakeel Ahmed ausgezeichnet.
| 14. Februar Scorecard | Maskat | Vereinigte Staaten 268-9 (50)          | – | Namibia 198 (42.3) |
|                       |        | Vereinigte Staaten gewinnt mit 70 Runs |   |                    |

Namibia gewann den Münzwurf und entschied sich als Feldmannschaft zu beginnen. Als Spieler des Spiels wurde Andries Gous ausgezeichnet.
| 16. Februar Scorecard | Maskat | Namibia 96 (33.1)          | – | Oman 100-8 (22.4) |
|                       |        | Oman gewinnt mit 2 Wickets |   |                   |

Namibia gewann den Münzwurf und entschied sich als Feldmannschaft zu beginnen. Als Spieler des Spiels wurde Aamir Kaleem ausgezeichnet.
| 18. Februar Scorecard | Maskat | Vereinigte Staaten 122 (35.3)          | – | Oman 65 (25.3) |
|                       |        | Vereinigte Staaten gewinnt mit 57 Runs |   |                |

Oman gewann den Münzwurf und entschied sich als Feldmannschaft zu beginnen. Als Spieler des Spiels wurde Milind Kumar ausgezeichnet.

## Twenty20 Internationals zwischen Oman und den Vereinigten Staaten

### Kaderlisten
Die Kader werden kurz vor der Serie bekanntgegeben.
| Twenty20 | Twenty20 | Twenty20 |
| Oman | Vereinigte Staaten |          |
| --- | --- | -------- |
| - Jatinder Singh (K, wk) - Shakeel Ahmed - Mujibur Ali - Wasim Ali - Hashir Dafedar - Muhammed Imran - Aamir Kaleem - Sufyan Mehmood - Hammad Mirza (wk) - Mohammad Nadeem - Ashish Odedara - Jay Odedra - Jiten Ramanandi - Hassnain Shah - Samay Shrivastava - Vinayak Shukla (wk) - Bukkapatnam Siddharth | - Monank Patel (K, wk) - Juanoy Drysdale - Andries Gous (wk) - Shayan Jahangir (wk) - Aaron Jones - Nosthush Kenjige - Ali Khan - Sanjay Krishnamurthi - Yasir Mohammad - Saiteja Mukkamalla - Ali Sheikh - Harmeet Singh - Jessy Singh - Steven Taylor - Stephen Wiig |          |

### Erstes Twenty20 in Maskat
| 20. Februar Scorecard | Maskat | Oman 190-5 (20)                          | – | Vereinigte Staaten 194-3 (19) |
|                       |        | Vereinigte Staaten gewinnt mit 7 Wickets |   |                               |

Die Vereinigten Staaten gewannen den Münzwurf und entschieden sich als Feldmannschaft zu beginnen. Als Spieler des Spiels wurde Saiteja Mukkamalla ausgezeichnet.

### Zweites Twenty20 in Maskat
| 21. Februar Scorecard | Maskat | Oman 141-9 (20)                          | – | Vereinigte Staaten 142-6 (19.3) |
|                       |        | Vereinigte Staaten gewinnt mit 4 Wickets |   |                                 |

Die Vereinigten Staaten gewannen den Münzwurf und entschieden sich als Feldmannschaft zu beginnen. Als Spieler des Spiels wurde Monank Patel ausgezeichnet.

### Drittes Twenty20 in Maskat
| 23. Februar Scorecard | Maskat | Oman 123 (20)                            | – | Vereinigte Staaten 127-2 (15.1) |
|                       |        | Vereinigte Staaten gewinnt mit 8 Wickets |   |                                 |

Oman gewann den Münzwurf und entschied sich als Schlagmannschaft zu beginnen. Als Spieler des Spiels wurde Milind Kumar ausgezeichnet.